# Malay Mail
Le Malay Mail est un journal à Kuala Lumpur en Malaisie, publié pour la première fois le 1er décembre 1896 lorsque Kuala Lumpur était la capitale de la nouvelle fédération des États malais fédérés, faisant de ce journal le premier quotidien à apparaître dans cette fédération. C'est un journal édité l'après-midi en 100 000 exemplaires distribués autour de la vallée de Klang. Les principaux lecteurs ciblés sont les professionnels, les gestionnaires, les cadres et les hommes d'affaires (PMEBs)

## Vue d'ensemble
Le journal était une édition d'après-midi mettant l'accent sur les manifestations locales et qui a été promu comme “The Paper That Cares”. 